# Снейдерс, Ян
Ян Снейдерс (нидерл. Johannes Henricus Cornelis «Jan» Snijders; род. 14 сентября 1943, Эйндховен, Северный Брабант) — нидерландский дзюдоист, чемпион Европы среди кадетов (1962) и юниоров (1968), чемпион (1965—1969) и серебряный призёр (1963, 1970) чемпионатов Нидерландов, победитель и призёр международных турниров, чемпион (1962) и бронзовый призёр (1964, 1965, 1969) чемпионатов Европы, серебряный (1964, 1970) бронзовый (1967—1968) призёр командных чемпионатов Европы, участник летних Олимпийских игр 1964 года в Токио. Выступал в лёгкой (до 68 кг), полусредней (до 70 кг), средней (до 80 кг), полутяжёлой (до 93 кг) и абсолютной весовых категориях.
На Олимпиаде Снейдерс выступал в среднем весе. Он победил британца Сиднея Хоара, но проиграл французу Лионелю Гроссейну и занял итоговое 9-е место.

## Семья
Брат-близнец Петер Снейдерс также является известным дзюдоистом.